# Сюпримс
Сюпримс (на английски: The Supremes) е американска женска музикална група, превърнала се в символ на „Мотаун Рекърдс“ през 1960-те години.
Групата е основана в Детройт (Мичиган) през 1959 г. под името „Праймътс“ (The Primettes). Репертоарът им включва ду-уап, поп, соул, песни от мюзикъли от Броудей, психеделичен соул и диско. Те са групата с най-голям търговски успех в историята на Мотаун, както и една от най-успешните групи в историята на американската популярна музика. 12 от техните песни се изкачват до номер 1 в класацията на сп. „Билборд“ „Хот 200“. Автори и продуценти на повечето от тези хитове са триото Холанд-Доужър-Холанд. Когато „Сюпримс“ са в своя зенит в средата на 60-те, те съперничат на „Бийтълс“ по световна популярност, а успехът им се превръща в предпоставка за последвалите пробиви на афроамерикански ритъм енд блус и соул музиканти в мейнстрийма.
„Праймътс“ са основани от Флорънс Балард, Мери Уилсън, Даяна Рос и Бети Макглаун, всички жители на квартала „Брюстър-Дъглас“ в Детройт. Те са замислени като посестрима на „Праймс“ група (част от която са Пол Уилямс и Еди Кендрикс, по-късно част от „Темптейшънс“). През 1960 г. Макглаун е заменена от Барбара Мартин, а през следващата година групата подписва договор с Мотаун под името „Сюпримс“ (върховните). Мартин напуска в началото на 1962 и Рос, Балард и Уилсън продължават творческия си път като музикално трио.
В средата на 60-те „Сюпримс“ постигат голям успех в мейнстрийма, като главна вокалистка е Рос. През 1967 президентът на Мотаун, Бери Горди, преименува групата на „Даяна Рос Енд Дъ Сюпримс“; освен това, Балард е заменена от Синди Бърдсонг. През 1970 г. Рос напуска групата, за да се посвети на соловата си кариера, и е заменена от Джин Теръл. Така групата отново възвръща първоначалното си наименование — „Сюпримс“. След 1972 г. съставът често се мени; в средата на 70-те членове на групата са Линда Лорънс, Шери Пейн и Сюзи Грийн.
Окончателното разформироване на „Сюпримс“ настъпва през 1977 г. след 18 години творчество.

## Дискография

### Студийни албуми
- Meet The Supremes (1962)
- Where Did Our Love (1964)
- A Bit of Liverpool (1964)
- The Supremes Sing Country, Western and Pop (1965)
- We Remember Sam Cooke (1965)
- More Hits by The Supremes (1965)
- Merry Christmas (1965)
- I Hear a Symphony (1966)
- The Supremes A' Go-Go (1966)
- The Supremes Sing Holland–Dozier–Holland (1967)
- The Supremes Sing Rodgers & Hart (1967)
- Reflections (1968)
- Diana Ross & the Supremes Sing and Perform "Funny Girl" (1968)
- Diana Ross & the Supremes Join The Temptations (1968)
- Love Child (1968)
- Let the Sunshine In (1969)
- Together (1969)
- Cream of the Crop (1969)
- Right On (1970)
- The Magnificent (1970)
- New Ways but Love Stays (1970)
- The Return of the Magnificent Seven (1971)
- Touch (1971)
- Dynamite (1971)
- Floy Joy (1972)
- The Supremes Produced and Arranged by Jimmy Webb (1972)
- The Supremes (1975)
- High Energy (1976)
- Mary, Scherrie & Susaye (1976)

### Компилации
- Greatest Hits (1967)
- Greatest Hits Vol. 3 (1969)
- Diana Ross & the Supremes Anthology (version one) (1974)
- 20 Golden Greats (1977)
- At Their Best (1978)
- 20 Greatest Hits – Compact Command Performances (1984)
- Diana Ross & the Supremes: 25th Anniversary Collection (1985)
- Diana Ross & the Supremes Anthology (version two) (1986)
- The Never-Before-Released Masters (1987)
- Love Supreme (1988)
- The Supremes ('70s): Greatest Hits and Rare Classics (1991)
- The Best of Diana Ross & the Supremes: Anthology (version three) (1995)
- The Ultimate Collection (1997)
- 40 Golden Motown Greats (1998)
- The Supremes (2000)
- 20th Century Masters: The Best of Diana Ross & the Supremes, Vol. 1 (2000)
- 20th Century Masters: The Best of Diana Ross & the Supremes, Vol. 2 (2000)
- Diana Ross & the Supremes Anthology (version four) (2001)
- The '70s Anthology (2002)
- Diana Ross & the Supremes: The No. 1's (2003)
- Joined Together: The Complete Studio Duets (2004)
- There's a Place for Us (2004)
- The Supremes: Gold (2005)
- This Is the Story: The '70s Albums, Vol. 1 – 1970–1973: The Jean Terrell Years (2006)
- Diana Ross & the Supremes Remixes (2007)
- Let the Music Play: Supreme Rarities (2008)
- The Definitive Collection (2008)
- Magnificent: The Complete Studio Duets (2009)
- Icon: Diana Ross & the Supremes (2010)
- Let Yourself Go: The '70s Albums, Vol 2 – 1974–1977: The Final Sessions (2011)
- 50th Anniversary: The Singles Collection 1961–1969 (2011)

### Саундтракове
- TCB (1968)
- G.I.T. on Broadway (1969)

### Live албуми
- The Supremes at the Copa (1965)
- Live at London's Talk of the Town (1968)
- Farewell (1970)
- The Supremes Live! In Japan (1973)

### Други албуми
- A Bit of Liverpool (1964)
- The Supremes Sing Country, Western and Pop (1965)
- We Remember Sam Cooke (1965)
- Merry Christmas (1965)
- The Supremes Sing Rodgers & Hart (1967)
- Diana Ross & the Supremes Sing and Perform "Funny Girl" (1968)

### Видео албуми
- Greatest Hits: Live in Amsterdam (1968)
- Reflections: The Definitive Performances (1964–1969) (1969)

### Сингли

#### 60-те
- 1960: "Tears of Sorrow"
- 1961: "I Want a Guy", "Buttered Popcorn"
- 1962: "Your Heart Belongs to Me", "Let Me Go the Right Way"
- 1963: "My Heart Can't Take It No More", "A Breathtaking Guy", "When the Lovelight Starts Shining Through His Eyes"
- 1964: "Run, Run, Run", "Where Did Our Love Go", "Baby Love", "Come See About Me"
- 1965: "Stop! In the Name of Love", "Back in My Arms Again", "The Only Time I'm Happy", "Nothing but Heartaches", "Things Are Changing", "I Hear a Symphony", "Children's Christmas Song", "My World Is Empty Without You"
- 1966: "Love Is Like an Itching in My Heart", "You Can't Hurry Love", "You Keep Me Hangin' On"
- 1967: "Love Is Here and Now You're Gone", "The Happening", "Reflections", "In and Out of Love"
- 1968: "Forever Came Today", "Some Things You Never Get Used To", "Love Child", "I'm Gonna Make You Love Me"
- 1969: "I'm Livin' in Shame", "I'll Try Something New", "The Composer", "No Matter What Sign You Are", "The Weight", "I Second That Emotion", "Someday We'll Be Together"

#### 70-те
- 1970: "Why (Must We Fall in Love)", Up the Ladder to the Roof", "Everybody's Got the Right to Love", "Stoned Love", "River Deep – Mountain High"
- 1971: "Nathan Jones", "You Gotta Have Love in Your Heart", "Touch", "Floy Joy"
- 1972: "Automatically Sunshine", "Without the One You Love", "Your Wonderful, Sweet Sweet Love", "I Guess I'll Miss the Man", "Reach Out and Touch (Somebody's Hand)"
- 1973: "Bad Weather", "Tossin' and Turnin'"
- 1974: "Baby Love", "Where Did Our Love Go"
- 1975: "He's My Man", "Where Do I Go from Here", "Early Morning Love"
- 1976: "I'm Gonna Let My Heart Do the Walking", "High Energy", "You're My Driving Wheel"
- 1977: "Let Yourself Go", "Love, I Never Knew You Could Feel So Good"

|  | Тази страница частично или изцяло представлява превод на страницата The Supremes в Уикипедия на английски. Оригиналният текст, както и този превод, са защитени от Лиценза „Криейтив Комънс – Признание – Споделяне на споделеното“, а за съдържание, създадено преди юни 2009 година – от Лиценза за свободна документация на ГНУ. Прегледайте историята на редакциите на оригиналната страница, както и на преводната страница, за да видите списъка на съавторите. ВАЖНО: Този шаблон се отнася единствено до авторските права върху съдържанието на статията. Добавянето му не отменя изискването да се посочват конкретни източници на твърденията, които да бъдат благонадеждни. |